# قلعه بلند (ورامین)
قلعه بلند یک روستا در ایران است که در بخش جوادآباد شهرستان ورامین در استان تهران واقع شده‌است. قلعه بلند ۷۸۱ نفر جمعیت دارد.

## جمعیت
این روستا در دهستان بهنام عرب جنوبی قرار دارد و براساس سرشماری مرکز آمار ایران در سال ۱۳۸۵، جمعیت آن ۷۸۱ نفر (۲۱۹ خانوار) بوده‌است.